# アルザノ
アルザノ （Arzano、ブルトン語:An Arzhanaou）は、フランス、ブルターニュ地域圏、フィニステール県のコミューン。歴史的にはヴァンヌテ地方とケメネ・エボエ（fr）地方に属する。

## 由来
An ArzhanaouのArzhは標高が高いことを意味する。Arzhanとは、『高い所に常に暮らす人』である。aouとは複数形である。An Arzhanaouとは『高い所に住む人々の土地』となる。

## 人口統計
| 1962年 | 1968年 | 1975年 | 1982年 | 1990年 | 1999年 | 2006年 | 2010年 |
| ------ | ------ | ------ | ------ | ------ | ------ | ------ | ------ |
| 1310   | 1206   | 1103   | 1113   | 1224   | 1324   | 1325   | 1403   |

参照元:1999年までEHESS、2000年以降INSEE

## 姉妹都市
- アルツァーノ、イタリア